# Hochschule für Musik und Theater Hamburg
La Hochschule für Musik und Theater Hamburg est une école supérieure de musique et d'art dramatique, située à Hambourg, qui est l'une des plus importantes universités d'Allemagne pour l'enseignement de ces disciplines.

## Historique
L'école est fondée en 1950 sous le nom de Staatliche Hochschule für Musik (Université d'État de musique) sur la base de l'ancienne école de théâtre privée de Annemarie Marks-Rocke et Eduard Marks.
Les études comprennent l’enseignement de divers types de musique comme la musique sacrée, le jazz, la musique pop, la composition, la réalisation, la musique instrumentale ainsi que la voix. L'académie de théâtre propose des cours de théâtre et d'opéra. Un troisième académie dispense des diplômes scientifiques dans les domaines musicologique et d'enseignement de la musique.
Reinhard David Flender est le fondateur de l'Institut de recherche sur l'innovation culturelle.

## Directeurs de l'école
- Philipp Jarnach (1950-1959)
- Wilhelm Maler (de) (1959-1969)
- Hajo Hinrichs (1969-1978)
- Hermann Rauhe (1978-2004)
- Michael von Troschke (commissaire d'avril à octobre 2004)
- Elmar Lampson (de) (depuis octobre 2004)

## Anciens étudiants
- Erdoğan Atalay
- Ingrid Bachér
- Hermann Baumann
- Dagmar Berghoff
- Oliver Bendt
- Christian Bruhn
- Margit Carstensen
- Unsuk Chin
- Tatjana Clasing
- Angela Denoke
- Justus von Dohnányi
- Jorinde Dröse
- Christoph Eschenbach
- Justus Frantz
- Evelyn Hamann
- Kirsten Harms
- Sebastian Herrmann
- Josef Heynert
- Hannelore Hoger
- Ulrich Hub
- Christiane Iven
- Peter Jordan
- Toshiyuki Kamioka
- Marcus Kretzer
- Aleksandra Kurzak
- Matthias Leja
- Susanne Lothar
- Dörte Lyssewski
- Julia Malik
- Marie-Luise Marjan
- Detlev Müller-Siemens
- Roberto Sierra
- Dörte Maria Packeiser
- Hans-Jörg Packeiser
- Ivan Rebroff
- Dorothea Röschmann
- Judith Rosmair
- Iris Vermillion
- Valenska Steiner

## Situation
L'université est située dans le prestigieux palais Budge (de) à Hambourg-Rotherbaum (de) sur l'Außenalster (de), à proximité du centre-ville.